# 189 (tal)
189 är det naturliga talet som följer 188 och som följs av 190.

## Inom vetenskapen
- 189 Phthia, en asteroid

## Inom matematiken
- 189 är ett udda tal.
- 189 är ett centrerat kubiktal.
- 189 är ett Ulamtal.
- 189 är ett heptagontal.